# Mastercard
Mastercard (NYSE: MA) es una multinacional de servicios financieros con sede en Purchase, Nueva York, Estados Unidos. Facilita las transferencias electrónicas de fondos en todo el mundo, más comúnmente a través de tarjetas de crédito, débito, prepago, regalo y monedero con la marca Mastercard. Mastercard proporciona a las instituciones financieras productos de pago con la marca Mastercard que luego usan para ofrecer programas de crédito, débito, prepago y acceso a efectivo a sus clientes. No emite tarjetas, no otorga créditos ni establece tasas y tarifas para los consumidores.

## Historia
El nombre Master card fue autorizado por el anteriormente mencionado banco de California, una propiedad del Primer banco nacional de Louisville, Kentucky en 1967. Con la ayuda de Marine Midland Bank (actualmente HSBC Bank USA), estos bancos se unieron con Interbank Card Association (ICA) para crear el "Master Charge: La tarjeta interbancaria".
En 1979 "MasterChange: La tarjeta interbancaria" fue renombrada a MasterCard. En 1990, MasterCard compró a la británica Access Card. En 2002 absorbió a Europay International, otra empresa de tarjetas de crédito, que uso durante muchos años el nombre de master card
En 2006, MasterCard International cambió su nombre a MasterCard Worldwide, esto fue hecho para sugerir una escala más global de operaciones. Además, se introdujo un nuevo logo sumando un tercer círculo a los dos ya existentes (El logo en las tarjetas de crédito, que representa un Diagrama de Venn, sigue intacto). Un nuevo eslogan fue introducido al mismo tiempo: "El corazón del comercio "
El 14 de julio de 2016, el logotipo cambia su imagen durante casi 20 años desplazándose de los círculos que se trasladan al nuevo estado de enclavamiento original, usando los mismos colores que los de 1990 y 1997, con el centro de interconexión naranja recién restaurado y el círculo pasa a utilizar el diseño similar al anterior que se utilizó más adelante para todas las marcas del banco adoptándose 3 meses después.

## Productos
Entre los servicios financieros se encuentran estos productos que se ofrecen al consumidor, según el país del que se trate.

##### Tarjetas de Créditos
- Mastercard Standard
- Mastercard Gold
- Mastercard Platinum (o World Mastercard)
- Mastercard Black (o Word Elite Mastercard)

##### Tarjetas de Débito
- Débito Maestro
- Débito Mastercard Standard
- Débito Mastercard Gold
- Débito Mastercard Platinum
- Débito Mastercard Black
- Débito Mastercard World Elite

##### Tarjetas Prepagos
- Mastercard Prepaid
- Mastercard Regalo
- Mastercard Travel
- Mastercard Coronel

##### Pagos móviles
Vinculando la tarjeta con alguna billetera virtual, sujeto a compatibilidad del dispositivo y de la entidad bancaria emisora.

## Accionistas
Basados en la SEC (En el año 2005), los actuales accionistas de la compañía son:
1. 11.8% - JPMorgan Chase
2. 6.2% - Citigroup
3. 6.0% - Bank of America
4. 5.2% - Euro Kartensysteme
5. 5.0% - Europay Francia

## OPV
La compañía, que está organizada como una sociedad anónima, salió a la Bolsa de New York mediante una Oferta Pública de Venta, el 25 de mayo de 2006 de $39.00 USD. Las acciones son comercializadas en el NYSE bajo el símbolo MA.

## Demanda judicial
Mastercard y Visa tuvieron que pagar 3000 millones de dólares debido a un daño de una acción popular por Hagens Berman en enero de 1996. La demanda judicial cita a una severa minoría, algunos demandantes incluyen Wal-Mart, Sears Roebuck & Compañía, y Safeway.

## Publicidad
El eslogan de la compañía era "Hay ciertas cosas que el dinero no puede comprar. Para todo lo demás existe Mastercard". Actualmente las campañas publicitarias se han enfocado al concepto "Priceless" o en español: "No tiene precio".
Su primer comercial fue Priceless, que se inició en 1997, el cual ha llevado a varios comerciales y también a la radio. que ha sido creado por McCann-Erickson. Mastercard actualmente registra la frase Priceless como una marca comercial El actor Billy Crudup ha sido el actor quien le dio publicidad a los comerciales de Mastercard desde 1997. En otros países se utilizaron otras voces; en el Reino Unido se utilizó la voz del actor Jack Davenport. En Chile a Mauricio Torres.
Esta campaña muestra a Mastercard como una amistosa compañía de crédito con un sentido del humor. Ellos están diseñados para responder a la preocupación pública de estar cómodos.
Muchas parodias han usado ese estilo de comercial, especialmente en "Comedy Central", y en la franja electoral, especialmente en la del candidato presidencial chileno Eduardo Frei Ruiz-Tagle, aludiendo a la condición de empresario de su contrincante Sebastián Piñera (TatanCard), hasta Mastercard ha tomado acciones legales,
siendo que esas parodias violan los derechos de autor bajo la Ley federal de Marcas registradas y competencia injusta, y las Actas de derechos de autor.
Durante el Super Bowl XXXIX el 6 de febrero de 2005, un comercial de televisión de Mastercard ha sido introducido protagonizando a diez personajes legendarios de publicidad con productos hogareños y alimenticios. Los personajes incluyen Chef Boyardee, Charlie the Tuna, Pillsbury Doughboy, Count Chocula, Vlasic, Morton Salt, Jolly Green Giant, Sr. Peanut de Planters, el pescador de Gorton, y Don Limpio.

## Auspicios deportivos
Mastercard actualmente auspicia al equipo de Rugby Neozelandés All Blacks, uno de los equipos más famosos en ese país.
Además la compañía es patrocinadora de otras competiciones como la Liga de Campeones de la UEFA, la Supercopa de Europa, la Eurocopa, la Copa Libertadores de América de la CONMEBOL y la Copa América de la CONMEBOL como también por primera vez la Copa América Femenina también de la CONMEBOL. Por muchos años ha auspiciado la Copa Mundial de Fútbol hasta el 2007, año en que fue adquirida ilegalmente por Visa.
Es actualmente patrocinador de Memorial Cup, un torneo de Hockey canadiense, algo similar ocurre en Australia ya que es auspiciante del equipo de crícket australiano, también patrocina otros eventos deportivos como la competición del Grand Slam Roland Garros, y también la The Australian Open, PGA Tour de Golf, la Major League Baseball, y el Copa del Mundo de Rugby y a la Selección de fútbol de Brasil de la CBF Brasil.
En la Temporada 1997 de F1 fue el patrocinador mayoritario del equipo Lola. Este equipo tenía planeado correr en 1998 pero Mastercard presionó a la escudería para que debutara en 1997; el auto, denominado Lola T97/30, no estaba listo y no había pasado ni por el túnel de viento, pero de igual manera se presentó en la carrera inaugural de Australia. Sus pilotos, Vincenzo Sospiri y Ricardo Rosset, cedieron más de 10 segundos al primer clasificado y no pudieron competir. Para la siguiente carrera, Mastercard retiró su patrocinio y el equipo quebró.
Luego de este fiasco fue patrocinador del equipo Jordan desde 1997 hasta 2001.
También MasterCard fue patrocinador de Boca Juniors y River Plate del famoso superclásico del fútbol argentino.

## Tabla de directores
La tabla de directores está compuesta por:
- Robert Selander: Presidente.
- W. Roy Dunbar: Presidente - Operaciones de tecnología global.
- Lawrence Flanagan: Marketing global.
- Gary Flood: Vicepresidente ejecutivo - Administrador Global.
- Noah Hanft: Consulado general y Secretario Corporativo.
- Alan Heuer: Chief Operating Officer.
- Chris McWilton: Oficial financiero.
- Walt Macnee: Presidente - Las Américas.
- Michael Michl: Vicepresidente ejecutivo - Central Resources.
- Wendy Murdock: Jefe oficial de productos - Grupo de productos globales.
- Javier Pérez: Presidente - Europa.
- André Sekulic: Presidente - Asia/Pacífico , Medio-Este y África.
- Keith Stock: Presidente - MasterCard Advisors.
- Christopher Thom: Administrador
- Adelina Vila Echagüe: Mger.Comercial - América Latina.

Desde 2004 , los siguientes bancos son representados por la tabla de directores de MasterCard:
- Europay España, S.A..
- HSBC.
- Clarima Banca.
- Capital One.
- Citibanamex (División Mexicana de (Citigroup).
- BAC Credomatic.
- Citigroup.
- Banco real de Escocia.
- MBNA América (actualmente Banco de América).
- Corporación bancaria Westpac.
- Southern Bank Berhad.
- Banco de Montreal.
- Banco con-federativo de crédito mutuo (Banque Fédérative du Crédit Mutuel).
- Deutscher Sparkassen-und Giroverband.
- Corporación Oriente.
- Banco AL Habib.
- Banco Mercantil.
- Banesco.

En enero de 2005 Washington Mutual Bank, el tercer banco de tarjetas de débito en los Estados Unidos dijo que cambió su marca de tarjetas de crédito VISA a MasterCard.

## MasterMoney
MasterMoney es una marca de MasterCard distribuida en Norteamérica. Como muchas tarjetas de débito, la marca ha sido usada como una tarjeta ATM, proveyendo suficientes fondos para una cuenta bancaria.

## PayPass
Mastercard PayPass es una nueva característica de pago "sin contacto" basada en ISO 14443 el estándar que provee de tarjetas con una manera más simple de pagar ligeramente la tarjeta de pago o utilizando otro dispositivo de pago, como un teléfono o una llave F.O.B., al un lector del terminal de punto de venta. 
En el año 2003 , MasterCard concluyó un método de prueba Paypass de nueve meses en Orlando, Florida junto con JPMorgan Chase, Citibank, and MBNA. 
Más de 16 000 titulares de tarjeta y más de 60 ubicaciones minoristas participaron en el método de prueba de mercado . Además Mastercard trabajó junto con Nokia , AT&T Wireless, y JPMorgan Chase para incorporar el método PayPass de Mastercard en teléfonos celulares utilizando tecnología Near Field Communication en Dallas, Texas.
En 2005, Mastercard comenzó a utilizar servicios fuera de PayPass (Pase de pago) en ciertos mercados. Comenzando desde julio de 2007, las instituciones financieras siguientes han publicado el pase de pago Mastercard:
1. Banco de América
2. JPMorgan Chase (Disponible a través de su función "blink")
3. Citibank (Para las tarjetas de débito y crédito de Mastercard)
4. HSBC Bank USA (Solo tarjeta de débito)
5. Key Bank (Solo tarjeta de débito)
6. Citizens Bank and Charter One Bank (Para las tarjetas de débito y crédito de Mastercard))
7. Commonwealth Bank (Australia)
8. Banco Garanti (Turco, disponible si es una tarjeta de bono)
9. Banco universal de Oro (Filipinas, disponible como BDO International ATM)
10. Banco de Montreal (Canadá)
11. Washington Mutual (Solamente disponible en Nueva York y en Seattle)

En 2016, MasterCard presentó en Argentina Mastercard Contactless, con el objetivo inicial del utilizarla en locales de comida rápida, farmacias, estaciones de servicio, supermercados y estacionamientos. Los primeros acuerdos para su emisión se realizaron con el Banco Itaú, Banco Supervielle y el Banco Nación.

## Banknet
MasterCard opera a Banknet, una red global de telecomunicaciones enlazando todas las tarjetas, adquisiciones, centros de procesos de MasterCard en una red financiera sencilla. Su sede de operaciones se ubica en San Luis, Misuri (Estados Unidos)
La red de MasterCard es significantemente diferente de Visa. El sistema de Visa se basa en una red Estrella, en donde todos sus puntos finales terminan en centrales de data, en donde todas sus transacciones son procesadas. MasterCard utiliza el modo peer-to-peer en donde sus transacciones terminan en puntos finales. Esto permite que la red de Mastercard sea mucho más resistente, en el cual si hay una sola falla, esta no puede estropear una gran cantidad de puntos finales.

## EPSnet
MasterCard Europa opera como una marca denominada EPSnet, su interfaz BankNet se sustituyó en 2009.

## Conflicto de MasterCard en Turquía
La compañía estadounidense MasterCard fue criticada y boicoteada en Turquía en mayo de 2005. MasterCard fue uno de los patrocinadores de la Liga de Campeones en la temporada 2004-2005, disputada en Estambul el 25 de mayo de 2005 entre el Milan y el Liverpool. MasterCard distribuyó una guía de Estambul que recogía algunos de los problemas turcos con las minorías kurda y armenia así como contra Ataturk lo que ocasionó graves problemas a MasterCard.

## Presiones de Estados Unidos a Rusia en apoyo de Visa y Mastercard 1 de febrero de 2010
- Cable sobre las presiones de Estados Unidos a Rusia 1 de febrero de 2010, en El País

El contenido del cable de 1 de febrero de 2010, n.º 246424 filtrado por WikiLeaks en la Filtración de documentos diplomáticos de los Estados Unidos recoge presiones de Estados Unidos a Rusia en beneficio de Visa y MasterCard.

## Bloqueo de pagos a WikiLeaks por Visa: 7 de diciembre de 2010
A raíz de la Filtración de documentos diplomáticos de los Estados Unidos el sistema de donaciones habitual al portal WikiLeaks fue bloqueado, tanto por Amazon, Mastercard, PayPal (propiedad de eBay) y Visa.
El 4 de diciembre de 2010 PayPal (eBay) cancela la cuenta que tenía con WikiLeaks, a través de la cual la organización obtenía financiación en forma de donaciones, aduciendo una supuesta violación de las políticas de uso en referencia a que no están permitidas "actividades que defiendan, promuevan, faciliten o induzcan a otros a participar en actividades ilegales". El portal Geek alt1040, entre otros, han convocado un boicoteo de Amazon y Paypal por negar el servicio a wikileaks.
El 6 de diciembre Mastercard y PostFinance - Swiss Postal bloqueraron la posibilidad de donaciones o pagos a Wikileaks. El 7 de diciembre de 2010 la tarjeta de crédito Visa retira la capacidad de hacer donaciones o pagos a WikiLeaks.
El Tribunal de Distrito de Reykjavík dictaminó que Valitor, que gestiona los pagos de Visa y MasterCard en Islandia, tenía razón cuando le impidió titulares de la tarjeta de donación de fondos para el sitio. El tribunal dictaminó que el bloque debe ser retirado dentro de los 14 días o Valitor será multado con el equivalente a unos 6000 dólares al día.

## Logotipo

1969–1979, con el logo original  de Interbank de 1966
1979–1990
1990-1996
Corporativo 1996–2006, en tarjetas 1996–2016
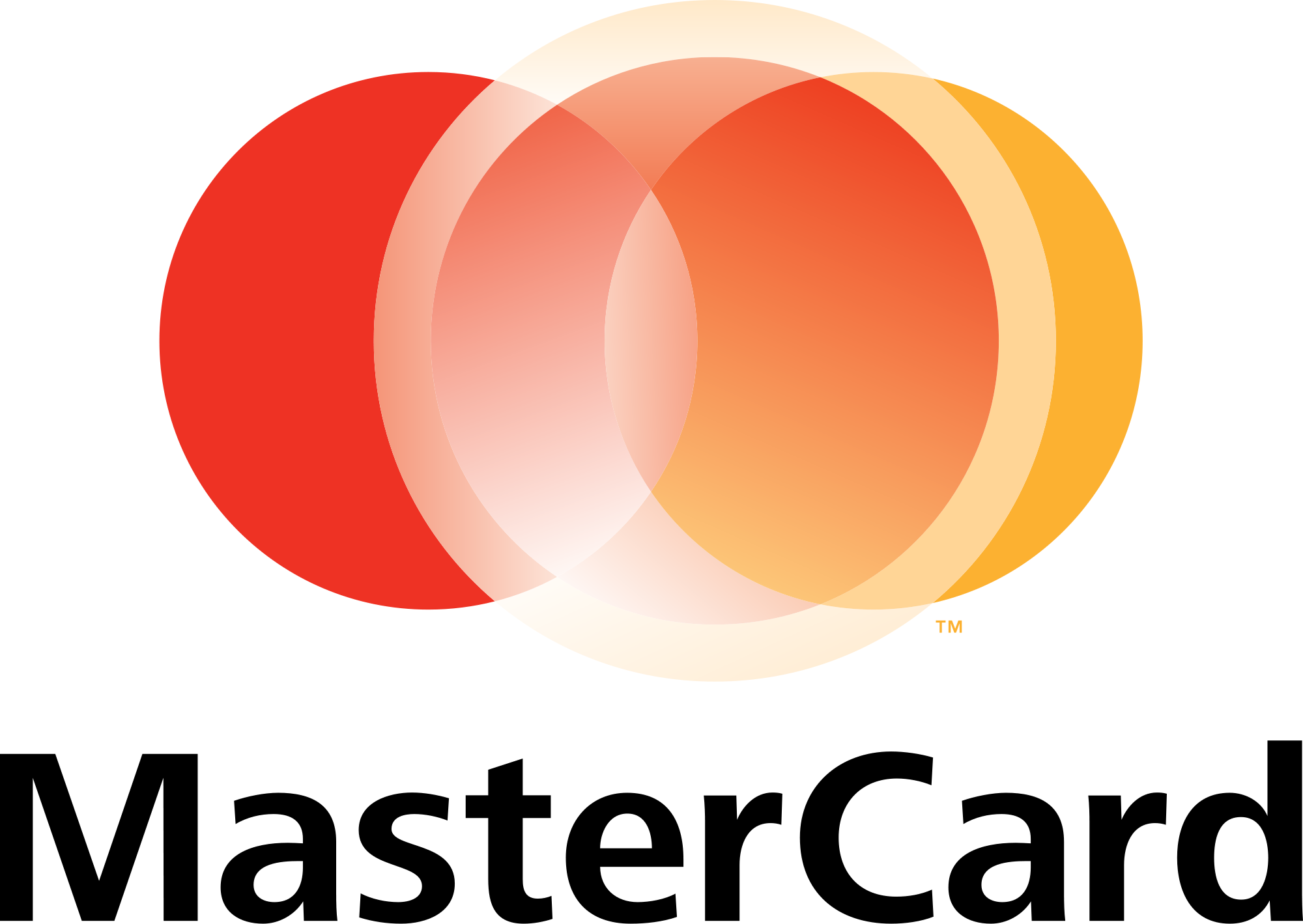
Logo corporativo 2006–2016
2016–2019
Desde 2019